# Hellimer
Hellimer [elimɛʁ] est une commune française située dans le département de la Moselle et le bassin de vie de la Moselle-Est, en région Grand Est.

## Géographie
Situé au croisement de la D 674 (ancienne N 74) reliant Sarreguemines à Nancy, et la D 29 reliant Rosbrück à Insming, Hellimer est un petit village lorrain, principalement centré autour de son église.

### Communes limitrophes
| Freybouse    | Altrippe | Leyviller               |
| Francaltroff | Hellimer | Diffembach-lès-Hellimer |
| Léning       | Gréning  | Petit-Tenquin           |

### Hydrographie
La commune est située dans le bassin versant du Rhin au sein du bassin Rhin-Meuse. Elle est drainée par le ruisseau de Zellen, le ruisseau le Schnappbach, le ruisseau de Sussmatte, le ruisseau le Matzengraben et le ruisseau Ste-Marguerite.

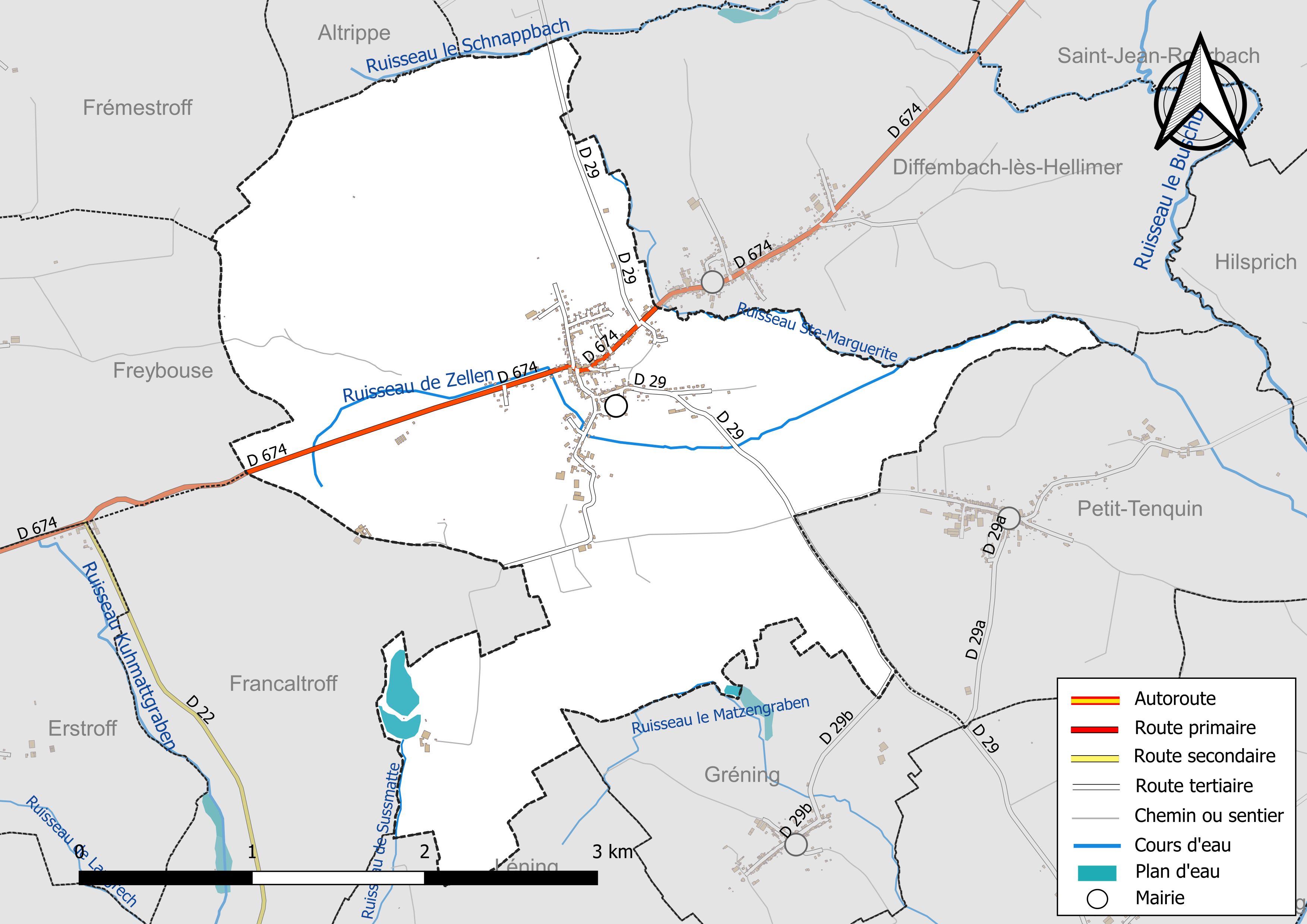
Réseaux hydrographique et routier d'Hellimer.

### Climat
Pour des articles plus généraux, voir Climat du Grand Est et Climat de la Moselle.
En 2010, le climat de la commune est de type climat des marges montargnardes, selon une étude du Centre national de la recherche scientifique s'appuyant sur une série de données couvrant la période 1971-2000. En 2020, Météo-France publie une typologie des climats de la France métropolitaine dans laquelle la commune est exposée à un climat semi-continental et est dans la région climatique  Lorraine, plateau de Langres, Morvan, caractérisée par un hiver rude (1,5 °C), des vents modérés et des brouillards fréquents en automne et hiver. 
Pour la période 1971-2000, la température annuelle moyenne est de 9,9 °C, avec une amplitude thermique annuelle de 17,1 °C. Le cumul annuel moyen de précipitations est de 837 mm, avec 12,2 jours de précipitations en janvier et 9,2 jours en juillet. Pour la période 1991-2020, la température moyenne annuelle observée sur la station météorologique de Météo-France la plus proche, « Kappelkinger_sapc », sur la commune de Kappelkinger à 6 km à vol d'oiseau, est de 10,6 °C et le cumul annuel moyen de précipitations est de 772,6 mm. 
La température maximale relevée sur cette station est de 38,8 °C, atteinte le 25 juillet 2019 ; la température minimale est de −19,6 °C, atteinte le 26 décembre 2010,,. 
Les paramètres climatiques de la commune ont été estimés pour le milieu du siècle (2041-2070) selon différents scénarios d'émission de gaz à effet de serre à partir des nouvelles projections climatiques de référence DRIAS-2020. Ils sont consultables sur un site dédié publié par Météo-France en novembre 2022.

## Urbanisme

### Typologie
Au 1er janvier 2024, Hellimer est catégorisée commune rurale à habitat dispersé, selon la nouvelle grille communale de densité à sept niveaux définie par l'Insee en 2022.
Elle est située hors unité urbaine et hors attraction des villes,.

### Occupation des sols
L'occupation des sols de la commune, telle qu'elle ressort de la base de données européenne d’occupation biophysique des sols Corine Land Cover (CLC), est marquée par l'importance des territoires agricoles (89,1 % en 2018), une proportion sensiblement équivalente à celle de 1990 (89,5 %). La répartition détaillée en 2018 est la suivante : 
terres arables (35,7 %), prairies (30,9 %), zones agricoles hétérogènes (22,5 %), zones urbanisées (6,1 %), forêts (4,8 %). L'évolution de l’occupation des sols de la commune et de ses infrastructures peut être observée sur les différentes représentations cartographiques du territoire : la carte de Cassini (XVIIIe siècle), la carte d'état-major (1820-1866) et les cartes ou photos aériennes de l'IGN pour la période actuelle (1950 à aujourd'hui).

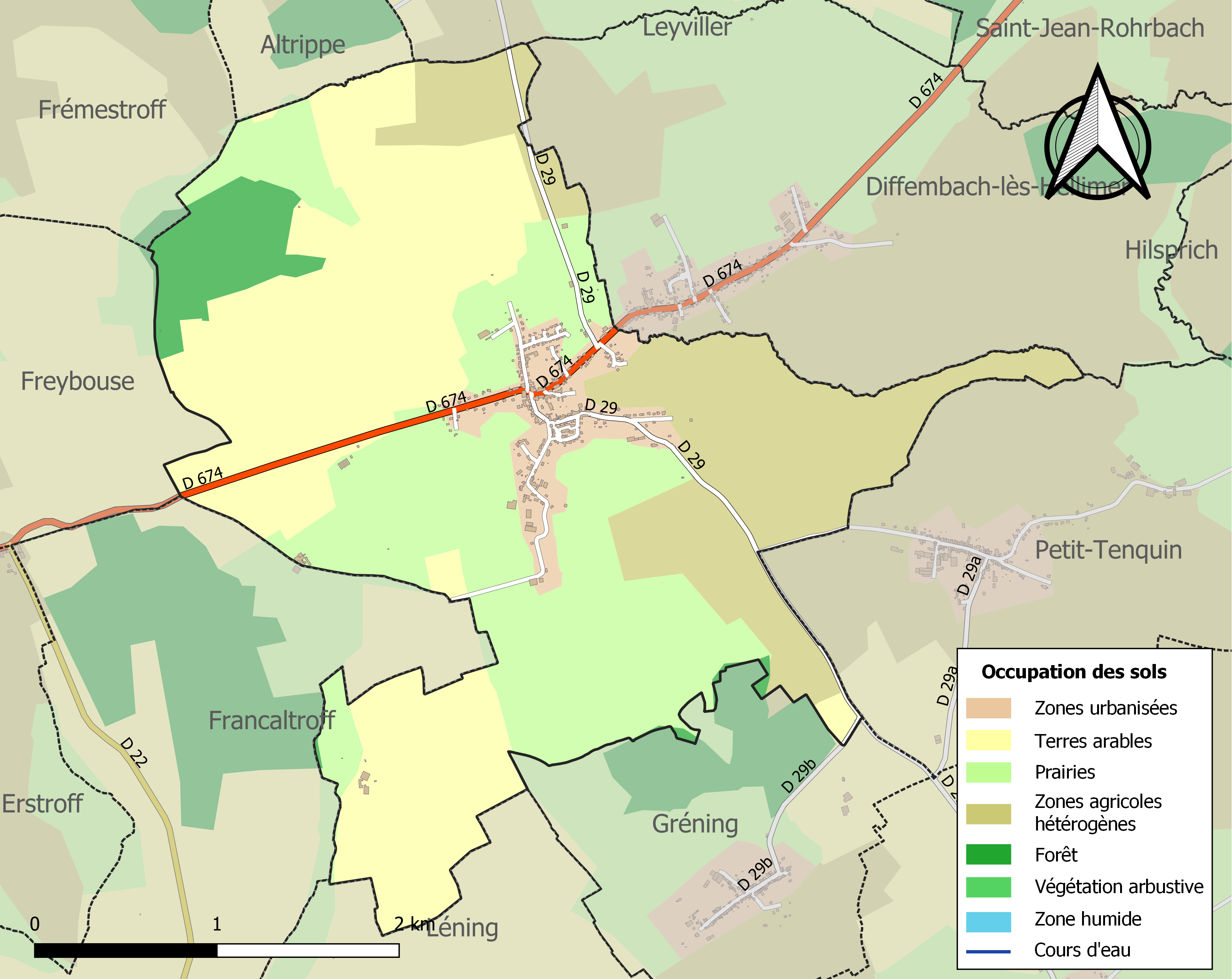
Carte des infrastructures et de l'occupation des sols de la commune en 2018 (CLC).

## Toponymie
- Son nom d'origine germanique viendrait d'une chapelle dédiée à saint Martin (en allemand : Heiliger Martin), autrefois située à l'emplacement de l'église actuelle.
- Successivement : Heylimer (1121), Helgemer et Heilgemer (1315), Heilmer et Heilgmer (1316), Helimberg (1354), Herligenner (1429), Heiligmer (1441), Helgenmöre (1509), Heylingenner et Heligenner (1594), Hœligmer (1606), Heligmer (1664), Helymer (1700), Heillimer (1755), Heilimer (1779), puis Hellimer (depuis 1789)[13].
- En allemand : Helmer[14]. En francique lorrain : Hellmer.

## Histoire
Au Xe s., Hellimer est inscrit comme possession de l'abbaye Saint-Martin-des-Glandières, de Longeville-les-Saint Avold.
Au XIVe s., il est la propriété du comté de Morhange.
Le 4 décembre 1391, le comte Antoine de Morhange qui était alors seigneur de Hellimer fut fait prisonnier au château par les troupes messines. Il ne dut sa vie qu'après avoir donné gage de se mettre au service de ses vassaux et de la population du village afin ...d'indemniser tous ceux qui avaient souffert du siège de cette forteresse sous peine de se rendre prisonnier à Metz.
En 1571, Un traité partagea la seigneurie qui comprenait Hellimer, Diffembach et Ackerbach pour un quart (Diffembach et Ackerbach) à l'évêque de Metz, qui restait suzerain des voués, et trois quarts (Hellimer) au duc de Lorraine qui devint celui des seigneurs.
En 1630, Georges II Du Gaillard, capitaine Châtelain d'Albestroff, qui avait été fait "baron libre du Saint Empire" par un diplôme daté du 12 novembre 1629 par l'empereur Ferdinand II De Habsbourg (1578-1637), entre en possession de la seigneurie de Hellimer qu'il acheta au baron Guillaume Marzloff de Braubach le 22 décembre 1622.
Pendant la Guerre de Trente Ans (1618-1648), toute la région lorraine est devenue une très complexe mosaïque de territoires appartenant à des fiefs qui dépendent du Saint Empire, du duché de Lorraine et des Trois Evêchés. La famine, la peste et les raids militaires meurtriers conduisant à d'incessants changements d'autorité, aboutissent à un dépeuplement rapide. Ce fut particulièrement vrai pour Diffembach et Hellimer lors de l'attaque de la châtellenie d'Albestroff et de ses dépendances en juin 1637. Les régiments de suédois du duc de Weimar et les troupes de la garnison de Saverne furent particulièrement meurtriers. Selon le témoignage du châtelain d'Albestroff, rescapé de l'attaque, datant de décembre 1637, il ne restait plus que 11 habitants sur 300 à Albestroff, 7 sur 80 à Hellimer, et 4 sur 45 à Diffembach.Quelques années plus tard, en 1642, ce sont les troupes de Louis XIII qui prennent le château de Hellimer et causent encore des pertes. Ce n'est que dans le dernier quart du XVIIe s. que le village, comme beaucoup d'autres dans la région, fut repeuplé par une vague d'immigrants venus des Ardennes, de Belgique, de Sarre, du Tyrol et de Bavière.
Le 2 avril 1765, Stanislas Leszczynski (1677-1766), duc de Lorraine depuis 1737, érige le domaine en comté en faveur de Claude Du Gaillard.
Conformément aux dispositions du traité de Vienne (1738), Hellimer est rattaché au royaume de France en 1766.
Une petite communauté de confession juive commence à s'installer à Hellimer vers 1753, sur décision de Stanislas Leszczynski. Le cimetière est créé en 1786 par les frères Salomon qui achètent le terrain au comte d'Hellimer Gabriel Pleickart Du Gaillard (1726-1795). En 1811, la communauté juive de Hellimer est la plus importante en Moselle-Est, si bien qu'une synagogue est érigée en 1822.
L'historien et membre de l'Académie Française Pierre Nora est un descendant direct d'une famille juive de Hellimer, les Aron, dont la présence dans ce village est attestée depuis le milieu du XVIIe siècle. Quand Napoléon fit obligation aux Juifs de s'inscrire à l'état civil, Moïse Aron (1749-1813) demanda l'autorisation de s'inscrire sous le nom de Nora pour lui-même et ses quatre enfants. Moïse Aron était l'arrière-grand-père du père de Pierre Nora. Le retournement de nom, à l'époque, était une pratique classique non pas pour dissimuler l'identité religieuse, mais elle avait au contraire valeur de réenracinement religieux : A Hellimer même, Berger est devenu Reberg, Barack s'est inscrit Raback, Samuel s'est fait Léaumas et Jacob, Cajob.
En 1841 on compte 319 habitant de confession juive sur 1097 habitants. Durant la guerre de 1939-1945, la totalité de la population de confession juive a été déportée les 10 et 13 avril 1944 dans les convois 68 et 71 au départ de Drancy.
En 1790, Hellimer devient chef lieu de canton du district de Sarreguemines. Le redécoupage administratif de 1801 lui fera perdre ce titre qui passera alors à Grostenquin.
En 1870, après la défaite de Sedan, l'Alsace-Moselle est annexée par l'Allemagne et Hellimer est intégré dans le Landkreis de Mörchingen (Morhange)
En 1940, le poste de commandement du secteur fortifié de la Sarre était installé à Hellimer. Ce secteur courait le long de la frontière formant une ligne de Lixing, passant par Puttelange, jusqu'à Sarralbe.
Le village a été libéré dans la nuit du 22 au 23 novembre 1944 par le 212e bataillon de la 6e Armée américaine.

### Les Hospitaliers
Ackerbach est une ancienne commanderie des Hospitaliers de l'ordre de Saint-Jean de Jérusalem, érigé en cense fief en 1745 (ferme, chapelle, étang, 16 ha).

## Politique et administration
| Période                                  | Période   | Identité         | Étiquette | Qualité                                                            |
| ---------------------------------------- | --------- | ---------------- | --------- | ------------------------------------------------------------------ |
| Les données manquantes sont à compléter. |           |                  |           |                                                                    |
| mars 1983                                | mars 1995 | Jean-Paul Schatz |           |                                                                    |
| mars 2014                                | En cours  | Romuald Yahiaoui | LR        | Fonctionnaire territorial, conseiller départemental de 2021 à 2023 |

## Démographie
L'évolution du nombre d'habitants est connue à travers les recensements de la population effectués dans la commune depuis 1793. Pour les communes de moins de 10 000 habitants, une enquête de recensement portant sur toute la population est réalisée tous les cinq ans, les populations de référence des années intermédiaires étant quant à elles estimées par interpolation ou extrapolation. Pour la commune, le premier recensement exhaustif entrant dans le cadre du nouveau dispositif a été réalisé en 2008.

En 2022, la commune comptait 517 habitants, en évolution de −7,68 % par rapport à 2016 (Moselle : +0,52 %, France hors Mayotte : +2,11 %).
| 1793 | 1800 | 1806 | 1821  | 1836  | 1841  | 1861  | 1866 | 1871 |
| ---- | ---- | ---- | ----- | ----- | ----- | ----- | ---- | ---- |
| 720  | 832  | 920  | 1 524 | 1 189 | 1 097 | 1 001 | 947  | 885  |

| 1875 | 1880 | 1885 | 1890 | 1895 | 1900 | 1905 | 1910 | 1921 |
| ---- | ---- | ---- | ---- | ---- | ---- | ---- | ---- | ---- |
| 865  | 854  | 837  | 777  | 759  | 696  | 657  | 615  | 537  |

| 1926 | 1931 | 1936 | 1946 | 1954 | 1962 | 1968 | 1975 | 1982 |
| ---- | ---- | ---- | ---- | ---- | ---- | ---- | ---- | ---- |
| 526  | 496  | 489  | 390  | 469  | 494  | 461  | 470  | 521  |

| 1990 | 1999 | 2006 | 2008 | 2013 | 2018 | 2022 | - | - |
| ---- | ---- | ---- | ---- | ---- | ---- | ---- | - | - |
| 537  | 486  | 593  | 623  | 571  | 535  | 517  | - | - |

## Culture locale et patrimoine

### Lieux et monuments

#### Édifices civils
- Château d'Hellimer.

Sa construction date de 1332.
Il est assiégé par les troupes de Metz dès 1391.
Il fut à nouveau le théâtre d'un siège particulièrement dur en octobre 1642. Le château fut pris et partiellement détruit lors d'une attaque menée par Philippe II Andrault, comte de Langeron (1603-1675), sous les ordres de François de l'Hospital, comte de Rosnay, seigneur du Hallier (1583-1660), maréchal des armées de Louis XIII. Le sieur De La Vallée, gouverneur de la place et représentant du Saint Empire y fut capturé alors qu'il tentait de s'enfuir et fut pendu.
Successivement brûlé (XVIIe s.), remanié (XVIIIe s.), il servit d'hôpital sous la Révolution puis fut démoli en 1842.
- Moulins.

Un dictionnaire du département de la Moselle publié en 1817, fait état de la présence de 4 moulins sur le territoire de Hellimer :
-Le moulin du Schenkelbach, qui se trouvait ..près de la chapelle Ste Marguerite, non loin de la ferme.,
-Le moulin du Rodhof, situé près de la ferme du même nom,
-Le moulin d'Ackerbach, situé non loin de la chapelle,
-Le moulin du château (Kleinmihl).
Il semble ne rester aucun vestiges de ces différents édifices.
- Maison lorraine à pans de bois.

La maison Bonert est située au 15 quartier de l'Eglise. Cette maison traditionnelle en pan de bois entièrement réhabilitée est inscrite au titre des monuments historiques par arrêté du 14 décembre 1992.
- Ackerbach. (ferme, chapelle, étang, 16 ha).

Petit hameau (ferme,chapelle et moulin) Ackerbach est une dépendance seigneuriale jusqu'à son rattachement au comté de Hellimer lors de sa création en 1765.

#### Édifices religieux
- Église Saint-Martin (1740)

Beau mobilier du XVIIIe s. Boiseries, stalles, confessionnaux, orgue (buffet classé aux Monuments Historiques), lutrin.
- Synagogue

La première synagogue datait du XVIIIe siècle, et a fonctionné jusqu'à l'érection de la seconde qui quant à elle, date de 1822 et fut construite dans le style de celle de Nancy. Située rue de l'École, elle fut brûlée par les nazis mi-juin 1940 et ne fut pas reconstruite, pas plus que l'école juive. L'école actuelle se trouve sur le lieu où était érigé cet édifice. Pour ne pas oublier une plaque commémorative y a été inaugurée par la municipalité le 30 juin 1991.
- Ancien cimetière israélite

Grand cimetière ouvert en 1786.
- Chapelle Sainte-Marguerite (XIVe siècle)

Son existence est attestée dans un document des archives de l'évêché datant de 1368. Elle est mentionnée comme étant en ruine dans le Dictionnaire de l'ancien département de la Moselle, Edition de 1862. C'est aujourd'hui une très modeste bâtisse à l'abandon située en plein champ de pâture.
- Chapelle Saint-Antoine d'Ackerbach (XVIIIe siècle)

Art populaire, pèlerinage.

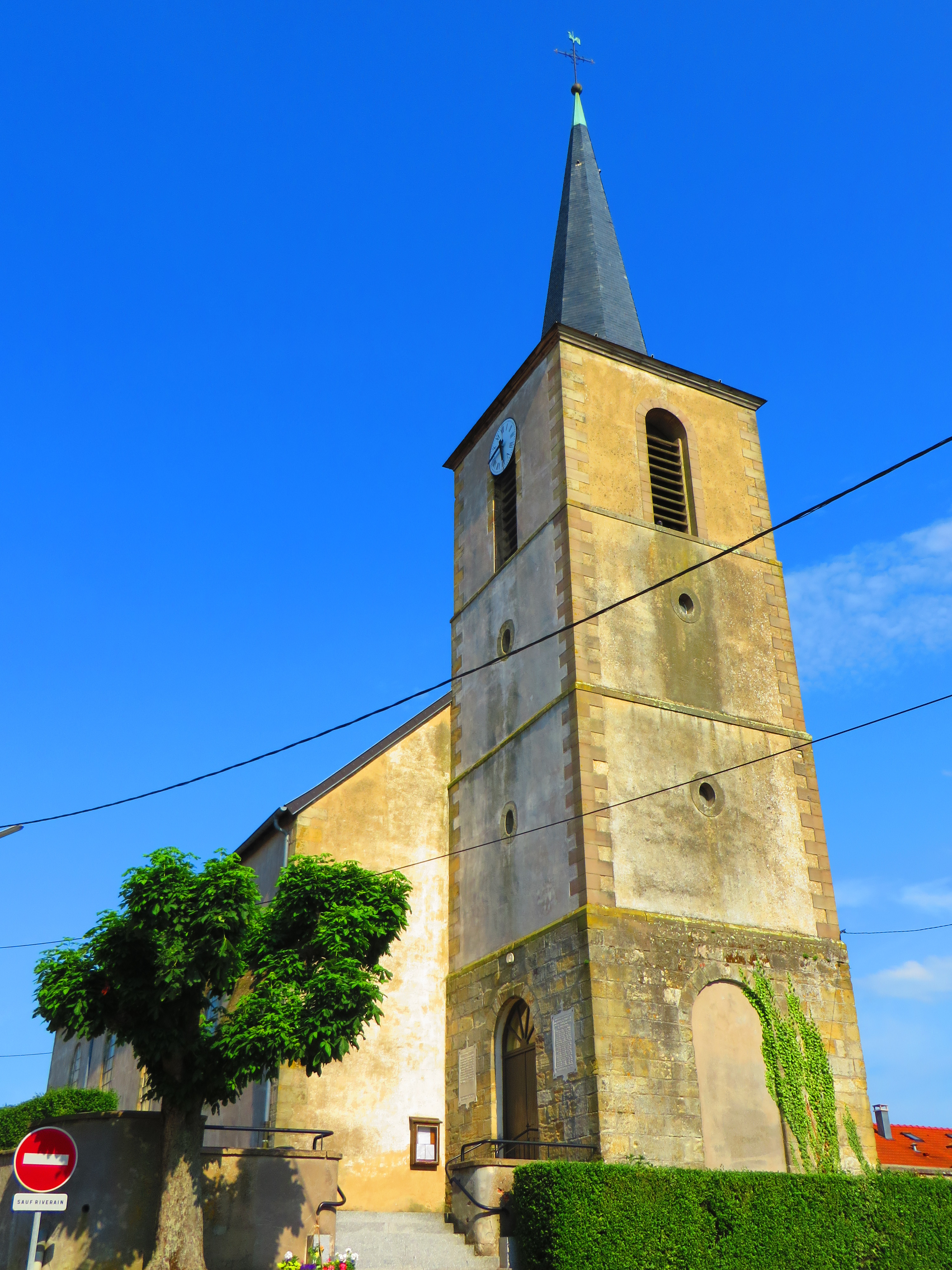
Église Saint-Martin
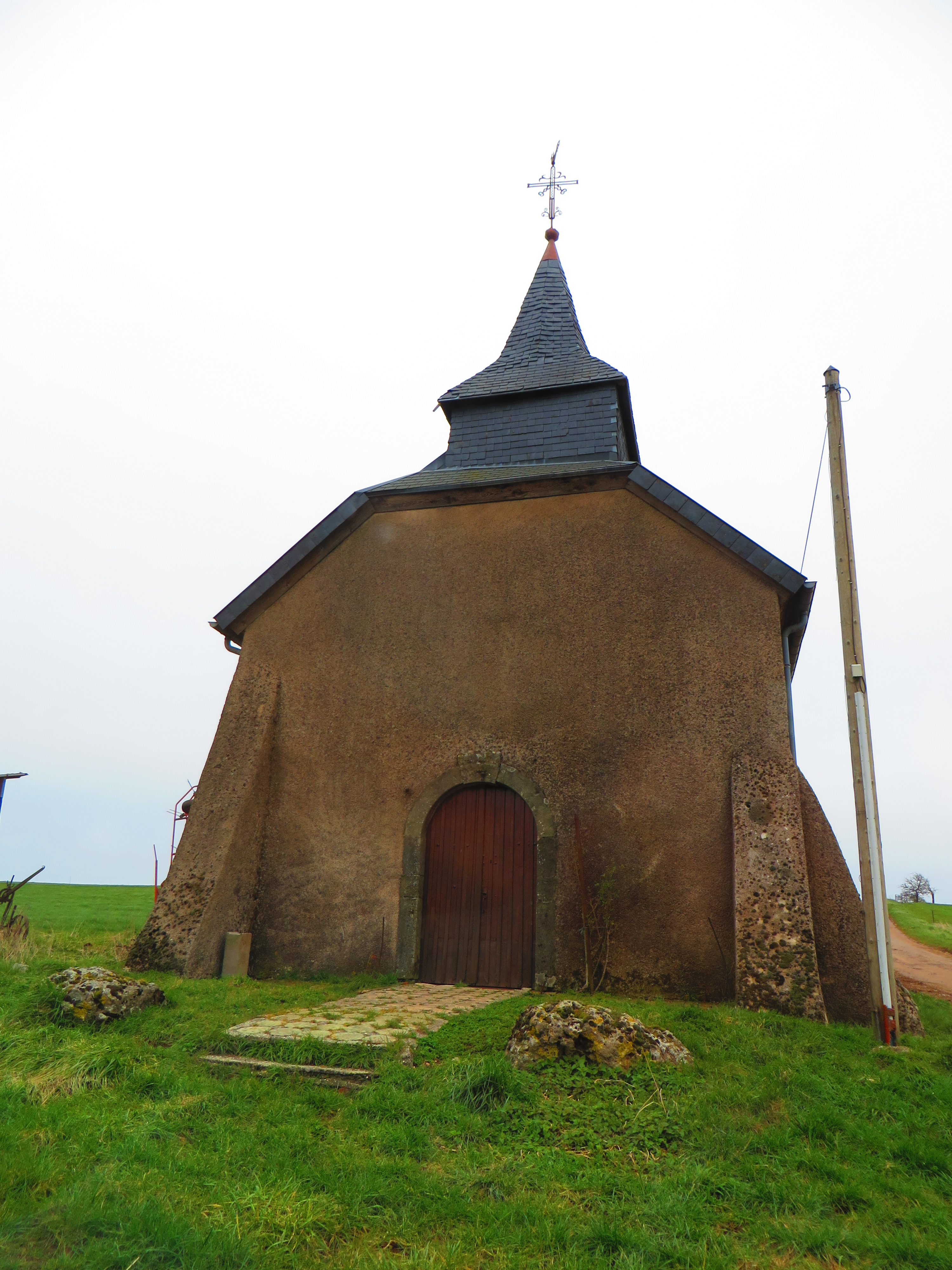
Chapelle Saint-Antoine d'Ackerbach
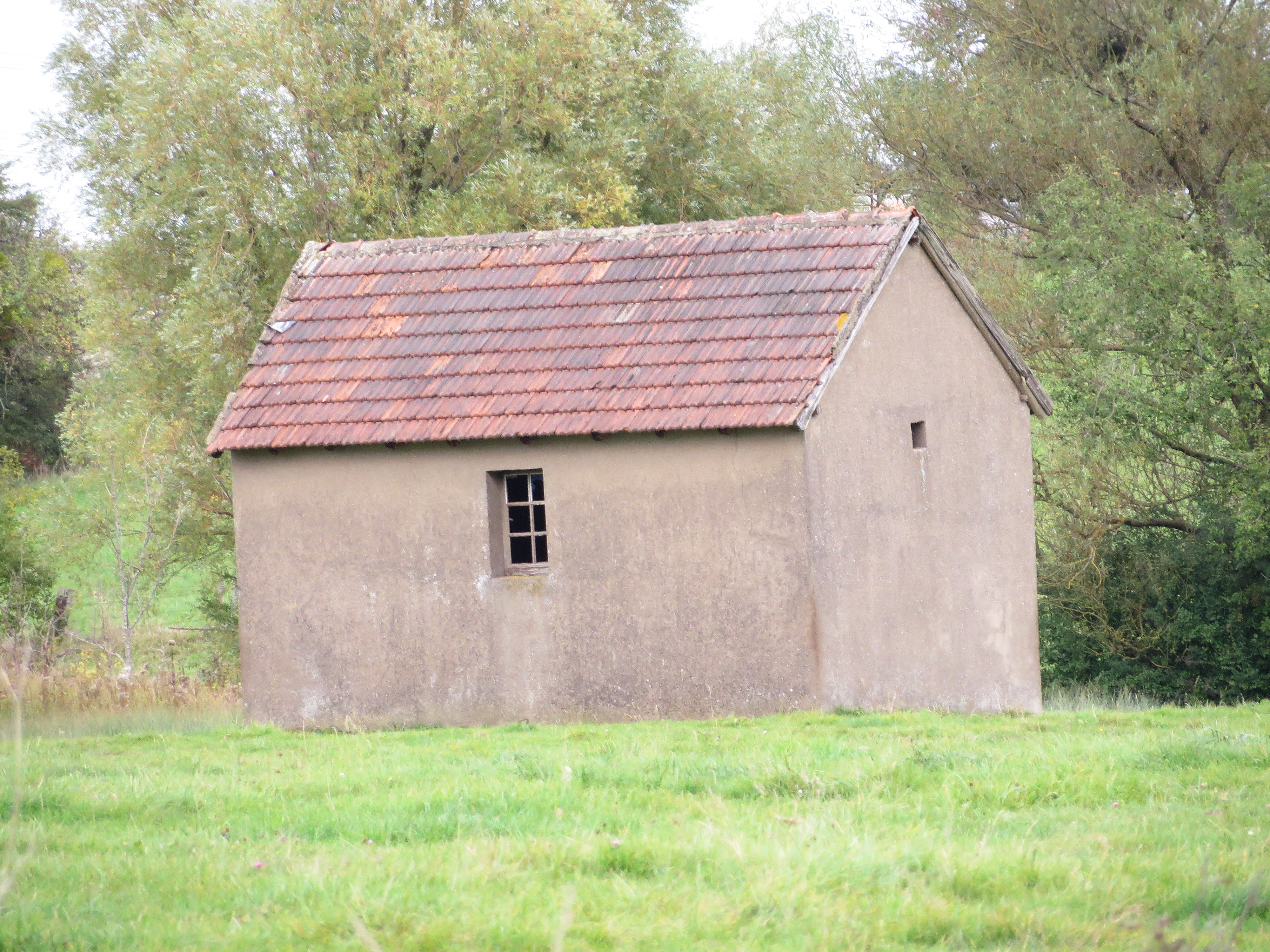
Chapelle Sainte-Marguerite

### Personnalités liées à la commune
- Alexis Balthazar Henri Schauenburg (1748-1831). Général de France, baron. Né à Hellimer.

### Héraldique
| Blason de Hellimer | Blason  | De gueules aux trois besants d'or mal ordonnés, mantelé fascé d'argent et d'azur. |
| Blason de Hellimer | Détails | Le statut officiel du blason reste à déterminer.                                  |

## Pour approfondir